# Tugali elegans
Tugali elegans es una especie de molusco gasterópodo de la familia Fissurellidae. 

## Distribución geográfica

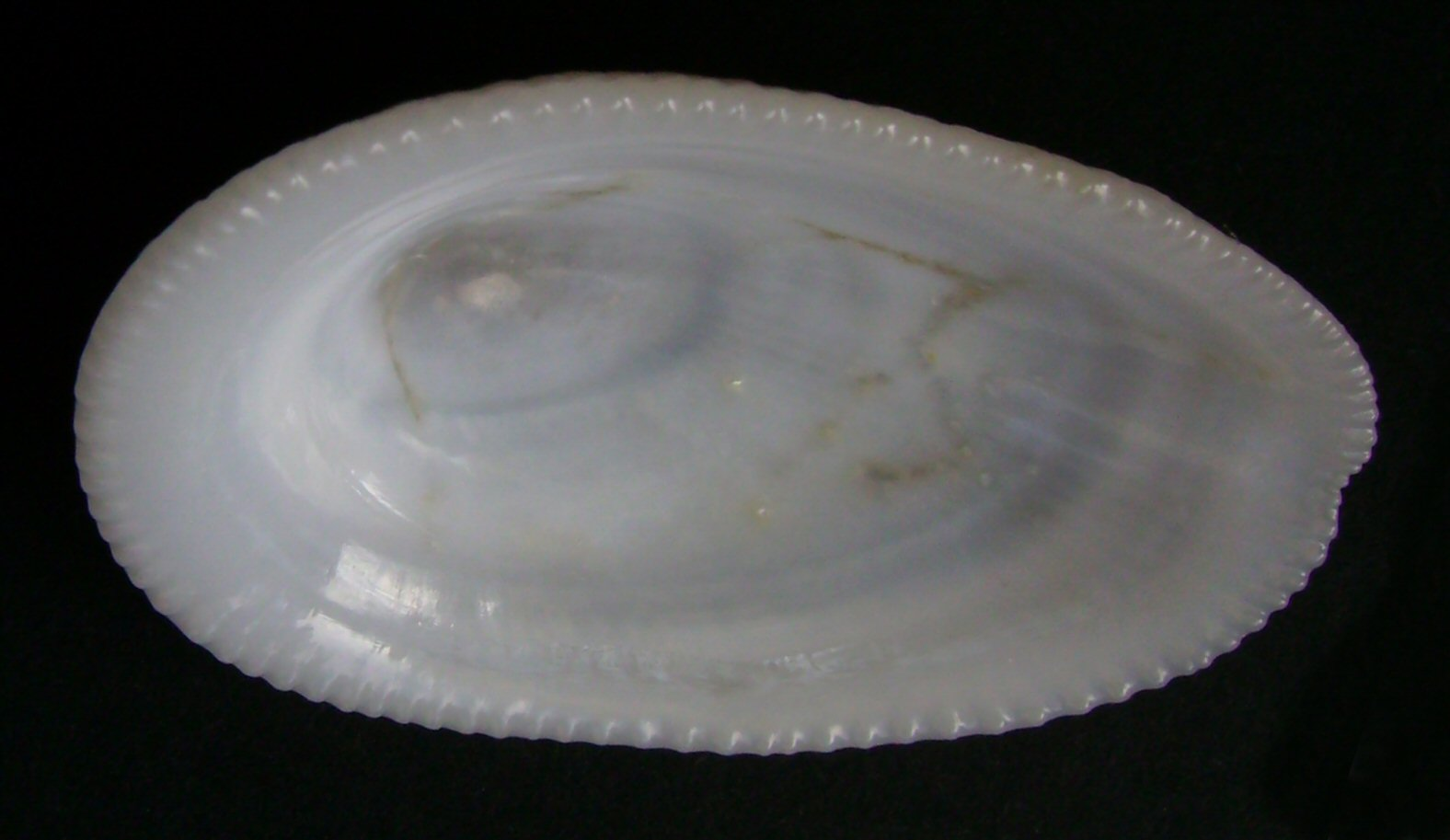
Tugali elegans

Se encuentra en Nueva Zelanda